# Escuela Normal de Alem
La Escuela Normal Superior nº 1 “Domingo F. Sarmiento” es una escuela normal destacada e histórica en la ciudad de Leandro N. Alem (Misiones), en la Argentina. Destacada por su arquitectura innovadora de estilo brutalista, fue declarada Monumento Histórico Nacional en 2012

## Historia
En el marco de la transformación de Misiones de Territorio Nacional a provincia argentina (año 1953), el Gobierno Nacional lanzó un plan de obras públicas para la infraestructura de la provincia: comisarías, paradores turísticos, escuelas, unidades sanitarias y otras instituciones fueron concursadas por arquitectos y construidas en los siguientes años.
La Escuela Normal de Alem fue una de las más destacadas obras del grupo fundacional. Obra de los arquitectos porteños Mario Soto y Raúl Rivarola, se construyó entre 1957 y 1963 en una zona escasamente poblada del municipio, donde funcionó como un polo de desarrollo para la entonces pequeña localidad. Su costo final fue de m$n 27.500.000 en aquellos años.
El edificio, declarado patrimonio histórico arquitectónico, cultural y educativo de la provincia en 2005, fue luego nombrado Monumento Histórico Nacional según expediente N.º 2518/12 de la Comisión Nacional de Museos, Monumentos y Lugares Históricos.

## Arquitectura
La escuela está implantada a 45° de la trama ortogonal de la ciudad, y muestra cómo los arquitectos modernos de aquellos años necesitaban diferenciarse de la historia urbana y generar su propio lenguaje, seleccionando elementos del repertorio del suizo Le Corbusier. Del maestro moderno tomaron las ideas de estructura independiente, que les permitió libertad interior, y la fachada como un bastidor tamizando la entrada de sol. 
El resultado en la escuela de Alem fue una nave moderna de hormigón con gran cubierta del mismo material, diseñada para abonar una cisterna recolectora de lluvias: un gran canalón central que al sobresalir por los testeros se convierte en dos gárgolas escultóricas.
La fachada de hormigón armado cae como “telón” en ambas caras mayores de la obra, en su alzado Norte tamiza la entrada de sol y viento, agrupando las áreas comunes alrededor de un patio/plaza cubierto, con uno de sus lados cerrado virtualmente con escalones de doble uso: tribuna para los actos escolares, en relación con la sala de música que abierta, se transforma en boca de escenario y también espacio para los recreos a cobijo. 
En su interior, el edificio cobija una pequeña “ciudad” con calles y plazas; y aulas de diversas medidas en función de las necesidades educativas: homogeneizadas por un tratamiento superficial uniforme y diferente del exterior, se encuentran las diversas dependencias como “paquetes funcionales” autónomos. El edificio suma en total 2870 m² cubiertos, con sus doce aulas, dos gabinetes de ciencias, un aula de manualidades, biblioteca y el sector administrativo, además de los servicios sanitarios.
La estructura genera además el límite virtual del pasillo/calle longitudinal Este-Oeste, que divide las aulas de los otros espacios de uso: laboratorios y demás sectores húmedos; mientras el sector docente y administrativo, ubicado cerca de la entrada, se manifiesta como un “paquete” de menor altura. Entre ellos, especial interés presenta la mencionada sala de música, que como volumen exento, resuelve su envolvente mediante una cáscara hiperboloide elíptica.